# The Singles: The First Ten Years
| Críticas profissionais                                                      | Críticas profissionais |
| Avaliações da crítica                                                       | Avaliações da crítica  |
| Fonte                                                                       | Avaliação              |
| --------------------------------------------------------------------------- | ---------------------- |
| Allmusic                                                                    | [ 1 ]                  |
| The Encyclopedia of Popular Music                                           | [ 2 ]                  |
| Rolling Stone                                                               | [ 3 ]                  |
| Spin Alternative Record Guide                                               | 10/10                  |
| Esta tabela precisa de ser acompanhada por texto em prosa. Consulte o guia. |                        |

The Singles - The First Ten Years é um álbum de compilação duplo do grupo pop sueco ABBA. Foi lançado em 8 de Novembro de 1982, 10 anos depois do lançamento do grupo, contendo os singles mais importantes.

## História
O álbum continha a maioria dos singles de sucesso da banda de seus dez anos juntos como artistas de gravação, e incluiu duas novas faixas: "The Day Before You Came" e "Under Attack". The Singles: The First Ten Years foi lançado em CD no Canadá apenas pela Atlantic Records em 1987, mas foi rapidamente excluído em 1988 quando os direitos da Atlantic sobre o catálogo expiraram. Em 2001, o álbum foi substituído por The Definitive Collection. No Spin Alternative Record Guide (1995), a compilação foi classificada em 80º lugar na lista do livro dos "100 melhores álbuns alternativos".
Richard Cook no New Musical Express descreveu a coleção como: "documentação do grupo que alterou o curso do pop mais do que qualquer outra pessoa. Resultou em uma costura de música pop altamente individual e ininterrupta que em termos de vida ainda é incomparável."

## Faixas atuais
Todas as canções escritas por Benny Andersson e Björn Ulvaeus, exceto onde indicado. Foi lançado em 2 LP e cassete dupla. Em 1983, uma versão em dois CD da coleção apareceu nos discos da Polydor, produzidos na Alemanha Ocidental.

### Lado A
1. "Ring Ring" - 3:04
2. "Waterloo" - 2:47
3. "So Long" - 3:05
4. "I Do, I Do, I Do, I Do, I Do" - 3:16
5. "SOS" - 3:20
6. "Mamma Mia" - 3:33
7. "Fernando" - 4:13

### Lado B
1. "Dancing Queen" - 3:51
2. "Money, Money, Money" - 3:08
3. "Knowing Me, Knowing You" - 4:02
4. "The Name of the Game" - 4:00
5. "Take A Chance On Me" - 4:01
6. "Summer Night City" - 3:30

### Lado C
1. "Chiquitita" - 5:26
2. "Does Your Mother Know" - 3:15
3. "Voulez-Vous" - 5:09
4. "Gimme! Gimme! Gimme! (A Man After Midnight)" - 5:00
5. "I Have A Dream" - 4:42

### Lado D
1. "The Winner Takes It All" - 4:55
2. "Super Trouper" - 4:13
3. "One Of Us" - 3:56
4. "The Day Before You Came" - 5:53
5. "Under Attack" - 3:47

## Créditos e pessoal
ABBA
- Agnetha Fältskog — vocais principais (faixas 5, 12, 14, 17, 19, 21, 22, 23), vocais auxiliares (faixas 1, 2, 3, 4, 6, 8, 11, 13, 15, 16), vocais de apoio
- Anni-Frid Lyngstad — vocais principais (faixas 7, 9, 10, 18, 20), vocais auxiliares (faixas 1, 2, 3, 4, 6, 8, 11, 13, 15, 16), vocais de apoio
- Björn Ulvaeus — cordas de aço, violão, vocais principais (faixas 13, 15), vocais de apoio
- Benny Andersson — sintetizador, teclados, vocais de apoio

Pessoal adicional
- Ulf Andersson — saxofone
- Ola Brunkert — bateria
- Lars Carlsson — trompa
- Christer Eklund — saxofone
- Malando Gassama — percussão
- Anders Glenmark — guitarra
- Rutger Gunnarsson — baixo
- Roger Palm — bateria
- Janne Schaffer — guitarra
- Åke Sundqvist — percussão
- Mike Watson — baixo
- Lasse Wellander — guitarra

Produção
- Benny Andersson — produtor, arranjador
- Björn Ulvaeus — produtor, arranjador
- Michael Tretow — engenheiro